# Namtar
Namtar (sumer: „a megszabott sors”) a mezopotámiai mitológia sorsistene, Enlil és Ereskigal fia. Neve a sumer nam, azaz „sors” szóból ered.

## Szerepe
Ő az alvilág úrnőjének, Ereskigalnak a hírnöke, fő tanácsadója. Felesége Husbisa és Namtartu. Gonosz, az emberek iránt ellenséges, rájuk halált hozó lényként ábrázolják. A vele való találkozás az emberi sors beteljesülése, az ember namjával (simtujával) való találkozás. Namtar görög párhuzama a kér démon, aki mindenhová követi az embert, és egyszer és utoljára megnyilatkozva bejelenti a halált.
A Nergal és Ereskigal mítoszban ő Ereskigal követe az istenek lakomáján, majd ő viszi a hírt, hogy Ereskigal bosszút akar állni Nergalon, és végül őt küldi Ereskigal Nergal felkutatására. E mítosznak Nergal és Ereskigal esküvője a vége.